# Agrilus abstersus
Agrilus abstersus är en skalbaggsart som beskrevs av Horn 1891. Agrilus abstersus ingår i släktet Agrilus och familjen praktbaggar. Inga underarter finns listade i Catalogue of Life.